# João Pedro Almendra
João Pedro Almendra é um canta-autor  português, que pertenceu às bandas Ku de Judas, Peste & Sida e actualmente pertence à banda Punksinatra.
Foi vocalista e co-fundador da banda Ku de Judas de 1983 a 1986 edição rara "Vozes da Raiva" vol.3"  -edição (fast & loud), 1997 -Ku de judas ao vivo no Rock Rendez Vous, 1985).
Foi também co-fundador e participou nos dois primeiros álbuns da banda Peste & Sida (Veneno, Transmédia 1987; Portem-se bem, Polygram 1989 e o maxi-single Reggaesida, Polygram 1989). Ainda fez parte da pré-formação dos "Censurados" com duas autorias (É difícil; Srs.Políticos) que foram incluídos no primeiro disco (Censurados, El Tatu 1990). Em 2003 ajudou a formar os Punksinatra tendo actuado paralelamente como convidado nos Peste. Reentrou nos Peste & Sida em 2006. Participa no álbum "Cai no Real" D.A.S. (2007).
É também convidado no primeiro álbum da banda (Gazua) convocação, Raging Planet (2008), cantando na faixa "Freneticamente falando". Torna-se colaborador da Fanzine Outsider,como entrevistador durante o seu primeiro ano.
Em 2009,participa como convidado dos Fonzie no video "A tua Imagem", é também convidado dos Dalai Lume no seu primeiro cd, para coros nas faixas "Na tua mão" e "Dalai lume". Ainda em 2009 sai a primeira demo on-line de originais dos PunkSinatra - "Ataca Contrataca o Monstro Acordou". Em 2010 deixa de colaborar com os PESTE e SIDA, para se dedicar aos Punksinatra , que lançam em 2013 o álbum de originais "O Monstro Acordou " edição da Ethereal Sound works e produção de António Corte Real dos UHF .Colabora com os Chapa Zero cantando a faixa "É a crise,é a crise" no seu disco de estreia e colabora com o Projeto Ciro no seu ep de estreia cantando e contribuindo com letra na faixa "já era".Entretanto prepara mais um álbum com a banda.